# Tossal de Caners
El Tossal de Caners és una muntanya de 1.942,5 metres d'altitud situada al límit dels termes municipals de Cabó, de l'Alt Urgell, i Conca de Dalt (antic terme d'Hortoneda de la Conca), del Pallars Jussà. És, per tant, també termenal entre les dues comarques esmentades. Està situat al sud-est del Tossal Negre (Conca de Dalt).